# ¡Feliz Navidad, Charlie Manson!
«¡Feliz Navidad Charlie Manson!» («Merry Christmas, Charlie Manson!» como título original) es el episodio 16 de la segunda temporada de la serie animada South Park. Es el segundo episodio de Navidad en la serie.

## Trama

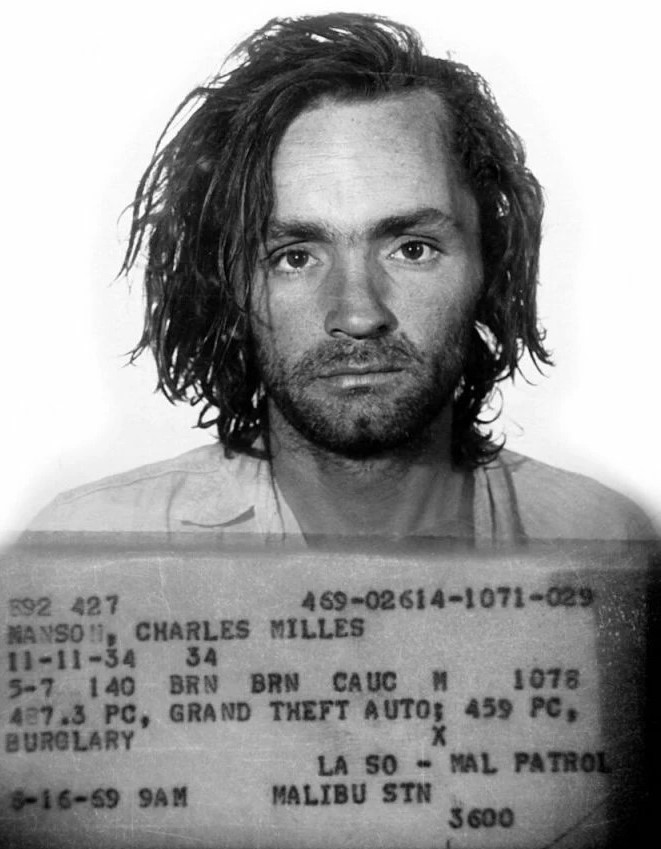
Charles Manson.

Stan pide permiso a sus padres para pasar Navidad en casa de la familia de Eric Cartman en Nebraska, a pesar de que su papá no se opone su mamá quien le deniega el permiso. Stan furioso rechaza cenar con su familia y decepcionado de ella decide huir de su casa para irse a tiempo con sus amigos. Cuando Liane, la madre de Cartman pregunta por sus padres Stan le responde que ellos habían muerto, solo confesándole a sus amigos que había huido de casa.
En el camino, Cartman y su madre cantan durante horas Over the River and Through the Wood aburriendo a los demás, no obstante, los chicos una vez cruzan la línea estatal (que también cambia el entorno) observan un cartel de la presentación del Sr. Mojón en un centro comercial cerca a la casa de la abuela de Cartman. Una vez llegan a casa de la abuela de este último, observan a sus abuelos y posteriormente a sus tíos y primo, quienes además de ser gordos tienen sus mismas manías. Luego de que su abuela le regalase una camisa Hawaiana, Cartman le pide a su madre que la lleven (a su abuela) a un ancianato. Durante la cena, los chicos además de cenar y observar a la familia de Cartman haciendo lo mismo que el, observan como Jimmy el perro de la familia observa con deseo el Pot pie del abuelo y como el abuelo trata de alejarlo, haciendo recordar la típica escena de Cartman con su gatita Ms. Kitty, mientras que Kenny por consejo de su padre guarda la comida para el regreso y Kyle es obligado a sostener la bolsa urinaria de la bisabuela de Cartman. También cena vía satélite Howard, otro tío de Cartman el cual estaba en prisión. Esa noche los chicos no pueden dormir además de creer que estar en una "Casa llena de Cartmans" era una pesadilla, en ese mismo instante entra el tío Howard, quien se había fugado de la cárcel con otro interno; Charles Manson.
Al día siguiente, los chicos piden a alguno de los adultos que los acompañen a ver al Sr. Mojón en el centro comercial, pero al ver que ninguno quiere, Manson buscando acción se ofrece a llevarlos junto con Elvin, pequeño primo de Cartman. Con su experiencia en robo de autos, Manson roba el auto del abuelo de Cartman y va con los chicos al centro comercial, una vez ahí el grupo se separa en dos; Stan, Cartman, Kyle y Elvin hacen fila para ver al Sr. Mojón y Cartman al ver como su primo llora cuando se le había acabado su paleta lo golpea con un palo dejándolo aturdido como a él. Por otro lado del centro comercial, Manson, acompañado de Kenny, decide cometer un crimen pero desiste de hacerlo al ver los especiales de Navidad entre ellos el de "El Grinchie-poo" (parodia de ¡Cómo el Grinch robó la Navidad!) lo que lo hace cambiar en el fondo y de tatuaje; de una esvástica a un pequeño smiley. Mientras la visita al Sr. Mojón resulta ser todo un fraude; Kyle y Stan desenmascaran a un hombre vestido del Sr. Mojón provocando decepción en los niños quienes causan disturbios en el centro comercial y actos vandálicos. Los chicos y Manson huyen después de que la policía antimotines lo reconociese, Manson emprende una persecución la cual es televisada en el noticiero.
Manson y los chicos se refugian en la casa de los Cartman, cuando estos veían un especial de Navidad de Terrance y Phillip, los Cartman no parecen estar asustados con la presencia del criminal y el tío Howard para protegerlos decide tomarlos como rehenes. La familia Marsh por su parte al intuir que Stan había huido de casa lo siguen hasta Nebraska pidiendo que el niño salga a confrontarlos. El abuelo Cartman permite que Manson y el tío Howard escapen por una de las ventanas traseras del baño y Howard viendo que les había arruinado otra Navidad a su familia se disculpa con ellos. Stan le pide a los fugitivos irse con ellos para evitar el castigo de sus padres y un cambiado Manson le habla de la familia, que él pensaba que eran su familia por ser como él cuando su verdadera familia fueron quienes cuidaron de él lo que hace que Stan cambie de decisión. Los fugitivos deciden rendirse y Manson arrepintiéndose de los crímenes que cometió canta con Howard una canción de Navidad. Stan se disculpa con sus padres diciéndoles que quería pasar la Navidad con sus amigos y ser feliz con ellos por lo que deciden volver y prometiendo castigar a su hijo después de Navidad. En la cárcel, Manson lee uno de los varios libros que ha escrito en prisión y los demás compañeros lo ignoran.
Cuando Manson se disponía a dormir, en ese momento llegan Stan, Kyle, Cartman y la familia de este le cantan a Manson Hark! The Herald Angels Sing y al final de la canción Stan piensa que "fue muy jodido estar aquí".

## Muerte de Kenny
Al salir con una bandera blanca mostrando la rendición de los fugitivos, la policía le dispara a Kenny confundiéndolo con uno de los reos fugitivos y aun estando muerto, los policías lo requisan y lo esposan. Cabe destacar que Manson dice "Oh Dios mio, mataron al niño de la chaqueta naranja".